# Topologia discreta
Em topologia, um espaço topológico diz-se discreto se todos conjuntos são abertos.
Um espaço topológico é um conjunto com uma estrutura a mais; esta estrutura é que permite definir, neste conjunto, o que são funções contínuas.
Existem várias definições equivalentes do que seja um espaço topológico. A forma mais usual [carece de fontes?] é definir esta estrutura sobre o conjunto X como um outro conjunto T, cujos elementos são subconjuntos de X, chamados de conjuntos abertos, e que satisfaz determinados axiomas, dentre os quais que uma união arbitrária de abertos, ou uma interseção de dois abertos, também é um aberto. A topologia discreta é a "maior" topologia possível, ou seja, é aquela em que todo subconjunto de X é um conjunto aberto.
Por ser cada topologia um conjunto, eles podem ser parcialmente ordenados por inclusão, ou seja, é possível definir quando uma topologia é mais grosseira que outra ou, inversamente, quando uma topologia é mais fina que outra. Uma topologia T é mais grosseira que T'  (ou seja, T'  é mais fina que T) quando {\displaystyle T\subset T'\,} Uma topologia mais grosseira tem menos conjuntos abertos do que uma topologia mais fina. A topologia discreta é a topologia que é mais fina que qualquer outra. Analogamente, no outro extremo existe a topologia grosseira, que é mais grosseira que todas outras.

## Propriedades
Um espaço discreto:
- pode ser metrizado, através da métrica discreta
- é separado
- é compacto se e só se é finito